# Barleria eranthemoides
Barleria eranthemoides là một loài thực vật có hoa trong họ Ô rô. Loài này được R.Br. ex C.B.Clarke mô tả khoa học đầu tiên năm 1899.